# Methodkit
Methodkit är en encyklopedi med 64 fysiska kortlekar som sammanfattar fält och discipliner genom visuellt språk. Korten används för planering och diskussioner kring de olika disciplinerna, mestadels i möten och workshops. De 64 volymerna har sålts i 64 länder och blivit översatta till 14 språk. Methodkit grundades av Ola Möller år 2012.
Volymerna i encyklopedin sammanfattar områden som stadsutveckling, folkhälsa, hållbar utveckling och jämställdhet till workshopplanering och produktutveckling.
Ramverken baseras på studier kring hur yrkesverksamma, fackjournalister och forskare pratar kring sin disciplin. De viktigaste byggstenarna representeras genom olika kort. Den bakomliggande idén liknar Pattern Language som Christopher Alexander presenterade genom boken A Pattern Language (1977), vilket är ett koncept som beskriver hur bra strategier kan användas i arkitekturens värld.